# Třebnice (zámek)
Třebnice je zámek ve stejnojmenné vesnici u Sedlčan v okrese Příbram ve Středočeském kraji. Založen byl v barokním slohu ve druhé polovině osmnáctého století Petrem Eusebiem Radeckým z Radče, ale dochovaná podoba je výsledkem novorenesanční přestavby z konce devatenáctého století a mladších úprav. Na zámku se narodil vojevůdce Josef Václav Radecký z Radče. Zámek s přilehlým parkem je chráněn jako kulturní památka.

## Historie
Doba založení původní třebnické tvrze je nejasná. V roce 1379 vesnice patřila Rožmberkům, ale později v ní vzniklo několik drobných statků. V roce 1579 se vlastníkem vsi stal Jakub Krčín, po kterém ji zdědila dcera Kateřina. Ta se provdala za Maxmiliána Velemyského z Velemyšlevsi a na Mitrovicích.
Do majetku Radeckých z Radče se Třebnice dostala v roce 1659, když ji Jan Černín z Chudenic prodal Janu Jiřímu Radeckému z Radče na Uhřicích. V roce 1760 se majitelem statku stal Petr Eusebius Radecký, který zde na místě starší tvrze založil barokní zámek a několik poddanských usedlostí přestavěl na poplužní dvůr. V roce 1766 se mu na zámku narodil syn, pozdější vojevůdce Josef Václav Radecký z Radče. Od roku 1841 zámek patřil Vilému Pistoriusovi, který v poplužním dvoře založil cukrovar. Jeho potomci zámek prodali rodině Šemberů, které patřil až do doby po roce 1945. Ve druhé polovině dvacátého století zámek využívalo lesnické učiliště, pro jehož potřeby byla zrušena kaple a v parku byla v sedmdesátých letech postavena utilitární novostavba.
V roce 2019 se majitelem zámku stala stavební společnost Uni-builders.

## Stavební podoba
Dochovaná podoba zámku pochází z konce devatenáctého století, kdy byl přestavěn v novorenesančním slohu. Jednopatrová budova má obdélný půdorys a členitou valbovou střechu. Průčelí budovy zdůrazňuje trojice rizalitů zakočených atikou. K památkově chráněnému areálu patří také zámecký park, rybník a sad. Bývalý hospodářský dvůr je od zámku oddělen.